# Anton Grasser
Anton Grasser (Bossendorf, 3 novembre 1891 – Stoccarda, 3 novembre 1976) è stato un generale tedesco della Wehrmacht durante la seconda guerra mondiale.

## Biografia

### I primi anni e l'inizio della carriera
Grasser iniziò la propria carriera nell'esercito imperiale tedesco come volontario con ferma prefissata per un anno il 1º ottobre 1913 quando venne assegnato al 1º reggimento di fanteria della Bassa Alsazia. Con lo scoppio della prima guerra mondiale combatté sul fronte occidentale con la 1ª compagnia del suo reggimento. Dopo la sua promozione a sergente il 27 gennaio 1915, Grasser venne posto a capo della 9ª compagnia del suo reggimento, dove il 10 marzo dello stesso anno fu nominato sergente maggiore. Ferito il 9 novembre 1916, dopo essersi ripreso il 2 luglio 1917, venne nominato tenente e si recò alla scuola di osservazione aerea di Thorn, dopo la quale venne poi assegnato al battaglione di riserva del 132º reggimento di fanteria. Nel 1918, a seguito della smobilitazione generale, decise di passare alla polizia del Baden nel dicembre di quello stesso anno, venendo poi nominato il 15 aprile 1920 al grado di tenente di polizia a Friburgo.
Il 1º gennaio 1923 venne promosso capitano ed il 9 aprile di quello stesso anno venne trasferito dapprima a Rastatt e poi a Mannheim. Dopo un periodo a Karlsruhe (dal 1º agosto 1925) ed a Villingen (dal 28 settembre 1931), venne nuovamente trasferito a Karlsruhe il 3 aprile 1933 dopo che Adolf Hitler salì al potere. Durante il suo servizio a Heidelberg il 1º agosto 1935, venne nominato maggiore di polizia.

### La seconda guerra mondiale
Con il grado di maggiore di polizia, Anton Grasser fu accettato nella neonata Wehrmacht il 16 marzo 1936 e fu assegnato al 110º reggimento di fanteria, ma il 16 maggio di quello stesso anno venne trasferito nell staff del III battaglione del 13º reggimento di fanteria. Il 6 ottobre successivo, Grasser ottenne il comando della 9ª compagnia del 119º reggimento di fanteria che era stato appena costituito a Stoccarda. Quasi due mesi dopo, il 30 novembre, fu assegnato alla scuola di formazione per militari di Berlino.
Promosso tenente colonnello il 1º marzo 1938, Anton Grasser assunse la carica di comandante del 1º battaglione del 119º reggimento di fanteria del Württemberg il 10 novembre 1938.
Dopo lo scoppio della seconda guerra mondiale nel 1939, Grasser divenne comandante del 119º reggimento di fanteria il 6 febbraio 1940, mantenentdo tale posizione sino al 25 gennaio 1942. All'alba del 5 giugno 1940, il reggimento riuscì ad attraversare il canale Aisne-Oise e ad assaltare con successo lo Chemin des Dames, che era stato conteso nella prima guerra mondiale e che le unità francesi erano state in grado di trattenere dopo giorni di dure difese. Secondo altre fonti, invece, il superamento dell'area avvenne effettivamente solo il 6 giugno. Intorno alle 8:30 di quest'ultima giornata, infatti, l'allora tenente colonnello Grasser ed il tenente Rolf Reuchlin riuscirono effettivamente ad innalzare la bandiera tedesca sul Fort de la Malmaison. Per il valore dimostrato, ottenne la croce di cavaliere della Croce di Ferro il 16 giugno 1940. Il 15 novembre 1940, il reggimento di Grasser venne motorizzato e il 1º marzo 1941 lo stesso Grasser venne promosso al grado di colonnello. Il 25 gennaio 1942 a Grasser fu affidato il comando della 25ª divisione di fanteria motorizzata che si trovava ad operare nella zona di Brjansk-Orel.
Il 1º gennaio 1943 ottenne il grado di tenente generale ed in seguito la sua divisione fu ribattezzata 25^ Panzer-Grenadier-Division; il 5 novembre 1943, Grasser venne trasferito in riserva.
Grazie ai suoi meriti militari, il 5 gennaio 1944 ottenne di poter tenere un corso per generali in Slesia ed il 15 febbraio 1944 ottenne il grado di generale di fanteria, ottenendo contemporaneamente il comando del XXVI. Armeekorps dal 1º maggio di quello stesso anno, ricoprendo tale posizione sino all'11 maggio.
Dal 3 luglio 1944 al 25 settembre 1944 fu comandante in capo del LIV Armeekorps. Venne destinato quindi a Narva con il compito di difendere l'area estone a ovest dell'istmo tra il Golfo di Finlandia ed il lago Peipus dalle incursioni dell'Armata Rossa, combattendo quindi nella battaglia di Narva. Dopo lo scontro, il 25 settembre 1944, divenne comandante della divisione d'esercito di Narva che venne in suo onore ribattezzata "Grasser Armeedivision". Il 22 gennaio 1945 gli venne affidato il comando del LXXII Armeekorps. ed il 20 aprile 1945 passò nuovamente in riserva.
L'8 maggio 1945, Grasser venne fatto prigioniero di guerra e venne rilasciato il 1º luglio 1947.

### Dopo la guerra
Anton Grasser e altri ex membri della Wehrmacht vennero sollevati dalle pesanti accuse di crimini di guerra dei quali erano stati imputati per la testimonianza del colonnello Heinz Gaedcke. Gaedcke, che dimostrò ottima predisposizione alla collaborazione con il neonato stato tedesco denazificato, venne successivamente richiamato come ufficiale del Bundeswehr.
Fino al 1950 Grasser ha lavorato come dipendente di una società di spedizioni di merci di Stoccarda. Successivamente venne richiamato al ministero federale per compiti speciali di polizia. Il 21 novembre 1950 Grasser ricevette la nomina a ispettore generale della polizia antisommossa presso il ministero dell'interno della Germania Ovest, collaborando quindi con l'amministrazione militare americana e con i suoi rappresentanti sul territorio tra cui John J. McCloy che a sua volta aveva organizzato il reparto per la minaccia sempre crescente della Guerra Fredda di comune accordo col cancelliere Konrad Adenauer. Questa forza di polizia aveva già un carattere paramilitare, poiché era dotata di pistole, carabine e mitragliatrici.
Il suo richiamo era dovuto in particolare alla sua esperienza militare, in quanto dopo il secondo conflitto mondiale molti degli ex militari non si erano detti disposti a riprendere il servizio sotto il nuovo governo tedesco e quindi mancavano soprattutto ufficiali di comando.
Nel febbraio del 1951, Grasser passò alla neonata guardia di frontiera federale (BGS) e venne comandante del comando federale della guardia di frontiera con il grado di generale di brigata. Già il 1º aprile dello stesso anno fu trasferito a Monaco di Baviera come comandante del comando federale di polizia di frontiera Sud III. In questa funzione fu anche nominato ispettore della Guardia di frontiera federale il 18 maggio 1951. Si ritirò dal servizio attivo alla fine di giugno del 1953.